# Cross Luminance
Der aus dem Englischen stammende Begriff Cross Luminance [ˈkɹɒs ˈluːmɪnəns], umgangssprachlich im Englischen auch Dot crawl, beschreibt feine, sich bewegende, in der Originalszene nicht vorhandene Strukturen in einem Farbfernsehbild, wobei Farbinformationen irrtümlich als Helligkeit interpretiert werden. Diese treten in stark farbigen Flächen auf und insbesondere an senkrechten Farbkanten, wo zwei stark farbige Flächen, aber mit entgegengesetzten Farbtönen aneinandergrenzen – wenn etwa ein rot gekleideter Boxer in einem blauen Boxring gezeigt wird, treten die Effekte recht deutlich an den Rändern seiner Kleidung auf. Den Komplementärfall (Helligkeit irrtümlich als Farbe) nennt man Cross Color.

## Technische Ursache
Ursache für Cross Luminance ist, dass im Empfänger Teile des Farbträgersignals (Color) als Helligkeitssignal (Luminance) fehlinterpretiert werden.

## PAL vs. NTSC
Der Effekt ist zugunsten der besseren Farbtonstabilität bei PAL deutlich stärker als bei NTSC ausgeprägt, da bei NTSC eine Verschiebung um eine ganze Halbzeile für den Farbhilfsträger gebildet wird, bei PAL aber lediglich eine Viertelzeile. Zur Ablenkung der bei NTSC häufigeren Farbtonfehler in den weniger auffälligen Sättigungsbereich findet nämlich eine ständige Umschaltung der Phasenlage von V (= Rotsignal des Bildes) bei PAL statt, die wie eine erneute Modulation mit der halben Zeilenfrequenz wirkt (daher bei PAL Viertelzeilen statt Halbzeilen). Anders als bei NTSC entsteht also im selben Raum einer Halbzeile nicht ein Träger mit I- (Cyan-Orange-Verhältnis) und Q(Magenta-Grün-Verhältnis)-Komponente, sondern zwei unterschiedliche für U´ (Blau) und V´ (Rot) von je einer Viertelzeile.
Wenn man jetzt wie bei NTSC einen ganzen Halbzeilenversatz für den Farbhilfsträger wählen würde, läge immer eine der beiden Komponenten genau auf dem Luminanzspektrum. Deshalb wird bei PAL die ganze Farbträgermodulation nur um eine Viertelzeile verschoben. In der Lücke im Luminanzspektrum, in der vorher ein weiterer Träger (zur Übertragung des Farbsignals IQ) lag, liegen nun zwei (V-Rot und U-Blau). Die Folge ist, dass die Träger räumlich näher beieinander liegen und deshalb auch öfter übersprechen.

## Ursache und Auftreten
Cross-Luminance- und Cross-Color-Störungen treten auf, wenn Helligkeitssignal (Luminanz) und moduliertes Farbartsignal (Chrominanz) summiert gemeinsam auf einer Leitung übertragen werden und sich die Spektren überlappen (letzteres ist üblicherweise immer der Fall). Der Effekt tritt auf, wenn dies an irgendeiner Stelle im gesamten Übertragungsweg von der Produktion bis zur Wiedergabe auf einem Bildschirm passiert.
HF-Übertragung
- Übertragung per analoger Fernsehnorm: Die darunterliegenden PAL-, SECAM- und NTSC-Farbsysteme sind die Quelle dieser Störungen.
- Übertragung per DVB oder VSB: keine Störungen

Basisband-Übertragung
- FBAS-Video-Übertragung per Cinch, BNC, SCART oder anderem beliebigen Kabel: Die darunterliegenden PAL-, SECAM- und NTSC-Farbsysteme sind die Quelle dieser Störungen.
- S-Video-Übertragung per Hosiden oder SCART: keine Störungen, wenn beide Signale getrennt bleiben
- RGB-Übertragung per Cinch, BNC, SCART, Sub-D: keine Störungen
- Digitale Übertragungen per DVI, HDMI, DisplayPort: keine Störungen
- Digitale Kodierungen (DVC, MPEG-2, MPEG-4 AVC, MPEG-4 HEVC) mit beliebigen Übertragungswegen (USB, DV, LAN, W-LAN) und Speichermedien: keine Störungen

## Entfernung
Cross Luminance lässt sich heutzutage mit in vielen Videorekordern eingebauten Kammfiltern (Comb) deutlich mindern, insbesondere die neueren digitalen Kammfilter sind in dieser Hinsicht recht erfolgreich. Einfache Implementierungen können aber zu Artefakten, z. B. Perlenschnüren führen.

### 2D-Kammfilter
- Berücksichtigt nur das jeweils aktuelle Bild (horizontale und vertikale Dimension, daher 2D)
- Keine Störungen, wenn darüber und darunterliegende Zeilen ähnlich sind
- verbleibende Störungen an horizontalen Kanten

### 3D-Kammfilter
- Berücksichtigt das aktuelle und ein oder zwei vorige Bilder (horizontale, vertikale und temporäre Dimension, daher 3D)
- zusätzlich werden Störungen an horizontalen Kanten in statischen Bilderausschnitten vermindert

### Digitalisierte Videos
Cross-Luminance-Artefakten und seinem Komplementärfehler Cross Color können am einfachsten nach Digitalisierung per Software reduziert werden, da dadurch komplexe Algorithmen implementierbar sind. 
Das für NTSC-Material gedachte Freewareplugin Dotcrawl für VirtualDub ist zur Minderung dieser Artefakte geeignet, für die Scriptsprache AviSynth gibt es darüber hinaus die etwas besser arbeitenden Filter Guavacomb und DeDot.